# Baiyü
Baiyü, tidigare stavat Paiyü, är ett härad i den tibetanska autonoma prefekturen Garzê i Sichuan-provinsen i sydvästra Kina.